# Farmácia Barreto
Die Farmácia Barreto ist eine Apotheke in der Stadtgemeinde Misericórdia der portugiesischen Hauptstadt Lissabon.

## Geschichte
Die Apotheke wurde 1876 von einem italienischen Apotheker an der Rua do Loreto eröffnet. Er gab ihr den Namen Farmácia Francesa. Erst später erhielt sie ihren heutigen Namen. Seit 1987 wird sie von José Pedro Silva geführt.

## Beschreibung
Die ursprüngliche Einrichtung aus dunklem Kirschbaumholz ist weitgehend erhalten. Das Interieur wird ergänzt durch zwei Bronzefiguren im Stile der Romantik, die als Kerzenständer dienen, Glasarbeiten sowie die Stuckdecke.
Sie ist in das Inventário Municipal de Património eingetragen.